# Карагеоргий
Гео́ргий Пе́трович Карагео́ргий (серб. Ђорђе Петровић Карађорђе, точная транскрипция имени Джёрдже, часто просто Карагеоргий, серб. Карађорђе; 3 (14) ноября 1762 — 14 (25) июля 1817) — руководитель Первого сербского восстания против Османской империи, основатель династии Карагеоргиевичей.
При рождении получил имя Георгий (Ђорђе). Прозвище Карагеоргий («кара» — по-турецки «чёрный») получил из-за своей тёмной внешности и вспыльчивого характера, а также из-за боязни к нему врагов.

## Биография

### Ранние годы
Предок Карагеоргия был черногорцем из племени Васоевичей, переселившимся в Шумадию. Карагеоргий родился в деревне Вишевац, в центральной Сербии (тогда — часть Османской империи, сейчас — Шумадийский округ), в очень бедной семье. Его отца звали Пётр Йованович, мать — Мария Живкович. Отец часто менял место работы. Также и Георгий с детства вынужден был работать на зажиточных турок и сербов.

### Брак и бегство в Австрию
В 1785 году Карагеоргий женился на Елене Йованович, хотя её родители были богатыми и не хотели отдавать свою дочь за него замуж. После женитьбы молодые недолго прожили в Сербии. Случилось так, что перед свадьбой (или вскоре после неё) Георгий убил турка, посягнувшего на его невесту. И решил бежать из Сербии.
Во время бегства Карагеоргий совершил поступок, который вызвал большие споры среди историков, — убийство своего отца (изображённое в «Песне о Георгии Чёрном» Пушкиным в составе «Песен западных славян»; эта песня отсутствует в «Гуслях» Мериме и записана Пушкиным в Кишинёве на основании, возможно, устных преданий о Карагеоргии). Вероятно, причина в том, что его отец призывал сына вернуться. Карагеоргий считал, что отец призывает его вернуться в рабство и смерть. В 1796 году после возвращения в Сербию Карагеоргий раскаялся в содеянном и попросил прощения у народа и священников.
В Австро-турецкой войне 1787—1791 годов Карагеоргий воевал на стороне австрийцев в чине подофицера в Сербском фрайкоре. Участвовал в провалившейся атаке на Белград и в боях в Южной Сербии. Здесь он приобрёл достаточный военный опыт, пригодившийся в восстании. В середине 1791 года был заключён мир, Карагеоргий получил медаль за храбрость. Произведён в гайдуки, возглавлял большое гайдуцкое войско, в 1794 году войско было распущено. Некоторое время Карагеоргий с семьёй жил мирно в Тополе.

### Первое сербское восстание
В конце XVIII — начале XIX века дахии — главари янычар — восстали против султана и захватили власть в Белградском пашалыке. Ужесточилось отношение турок к сербскому народу. Янычары творили произвол, всякое сопротивление подавлялось.
Поводом для Восстания стало событие, именуемое «Резнёй князей» (серб. Сеча кнезова), когда были казнены народные вожди, дворяне, священники, богатые торговцы и бывшие повстанцы. Карагеоргий был оповещён о казни в последние минуты и смог избежать смерти, устроив засаду со своими людьми и убив всех нападавших.
В ответ на казнь, 15 февраля 1804 года сербы собрались в Орашаце, где Карагеоргий был назначен руководителем восстания. Повстанцы решили быстро поднять мятеж. Сначала это делалось под предлогом освобождения от дахий, но после Битвы под Иванковацом в 1805 году повстанцы начали вести открытую борьбу против власти османского султана. В марте этого же года Карагеоргий был официально назначен военным лидером Сербии, самопровозглашённым вождём, и миропомазан епископом Анфимом (Зеповичем). Карагеоргий лично разговаривал с народом, обсуждал с другими вождями план восстания. Строгий, последовательный, прямо и без компромисса идущий к цели, он заслужил авторитет у народа.
Карагеоргий настоял, чтобы дахии покинули Белград. Достигнув этого он упразднил феодализм в освобождённых районах Сербии и установил своё военное управление и вождей на местах, дахии были схвачены и казнены. Османское правительство приветствовало восстание против дахий и решило установить нового пашу в Белграде.
Однако Карагеоргий и сербы, вкусившие плоды свободы, не пустили нового пашу в освобождённые районы и разбили его армию в битве под Иванковацом в 1805 году. Эта битва означала поворот событий, с этих пор восстание перестало быть бунтом против террора дахий и стало войной за свободу против Османской империи. Повстанцы одержали несколько побед, в том числе в битвах под Мишаром, Делиградом, Белградом в 1806 году, под Шабцем и Ужицем в 1807 году. В 1806 году представитель восставших сербов Пётр Ичко был послан в Стамбул для переговоров с османским правительством. Там он сумел добиться выгодного для повстанцев Ичкова мира. Однако Карагеоргий предпочел отречься от этого договора в пользу дружбы с Россией, вступившей в войну против Османской империи.

### После восстания
В 1812 году Российская империя, вступив в войну с Наполеоном, быстро заключила мир с Турцией. В 1813 году Османская империя вступила на земли вверх по Мораве и Дрине, полученные сербами. Карагеоргий вместе с другими вождями повстанцев бежал в Австрию 21 сентября 1813 года.
Через некоторое время Карагеоргий перебрался в Бессарабию, где познакомился с членами секретного греческого общества «Филики Этерия» (греч. Φιλική Εταιρεία), которое хотело освободить от османского владычества и объединить греков, сербов и болгар. Карагеоргий был посвящён в Этерию Олимпиосом и Левентисом. Ему было предложено и он с готовностью выразил согласие начать новое сербское восстание, одновременно с греческим.
В 1817 году Карагеоргий тайно прибыл в Сербию для подготовки восстания. Он договорился с Милошем Обреновичем о совместных действиях. В ночь с 13 на 14 июля 1817 года у села Радовань возле Смедерева Карагеоргий был коварно убит людьми Милоша Обреновича. С этих пор началась борьба за власть между династиями Карагеоргиевичей и Обреновичей, продолжавшаяся более 100 лет.